# مطار عنيزة
مطار عنيزة، هو واحد من المطارات اللتي أسستها وزارة الدفاع السعودية، وأفتتح في 25 سبتمبر 1954، كانت تصل إلية الطائرات من الرياض بعد مرورها بمطار شقراء ثم تغادر إلى مطار جدة ليصل إلى مطار عنيزة حوالي رحلتين في الأسبوع تنقل خلالها المسافرين والبريد. وتم توقيف جميع عملياته بحلول سنة 1964 بعد افتتاح مطار القصيم.